# Молдон (район)
Молдон (англ. Maldon) — неметрополитенский район (англ. non-metropolitan district) в графстве Эссекс (Англия). Административный центр — город Молдон.

## География
Район расположен в восточной части графства Эссекс, выходит на побережье Северного моря.

## История
Район был образован 1 апреля 1974 года, в него вошли муниципальный округ Молдон, городской район Бернем-он-Крауч и сельский район Молдон.

## Состав
В состав района входит 3 города:
- Бернем-он-Крауч
- Молдон
- Саутминстер

и 30 общин (англ. civil parish).